# Bombus morio
Bombus morio (лат.) — вид перепончатокрылых рода шмелей семейства настоящих пчёл, относящийся к подроду Thoracobombus и видовой группе Bombus morio.

## Распространение
Распространён в западной и восточной частях Неотропики.